# Voštane
Voštane – wieś w Chorwacji, w żupanii splicko-dalmatyńskiej, w mieście Trilj. W 2011 roku liczyła 42 mieszkańców.